# ذي روليس (كامبريدجشير)
ذی روليس (كامبريدجشير) (بالإنجليزية: The Raveleys)‏ هي قرية تقع في المملكة المتحدة في كامبريدجشير.